# NightLiner Nürnberg

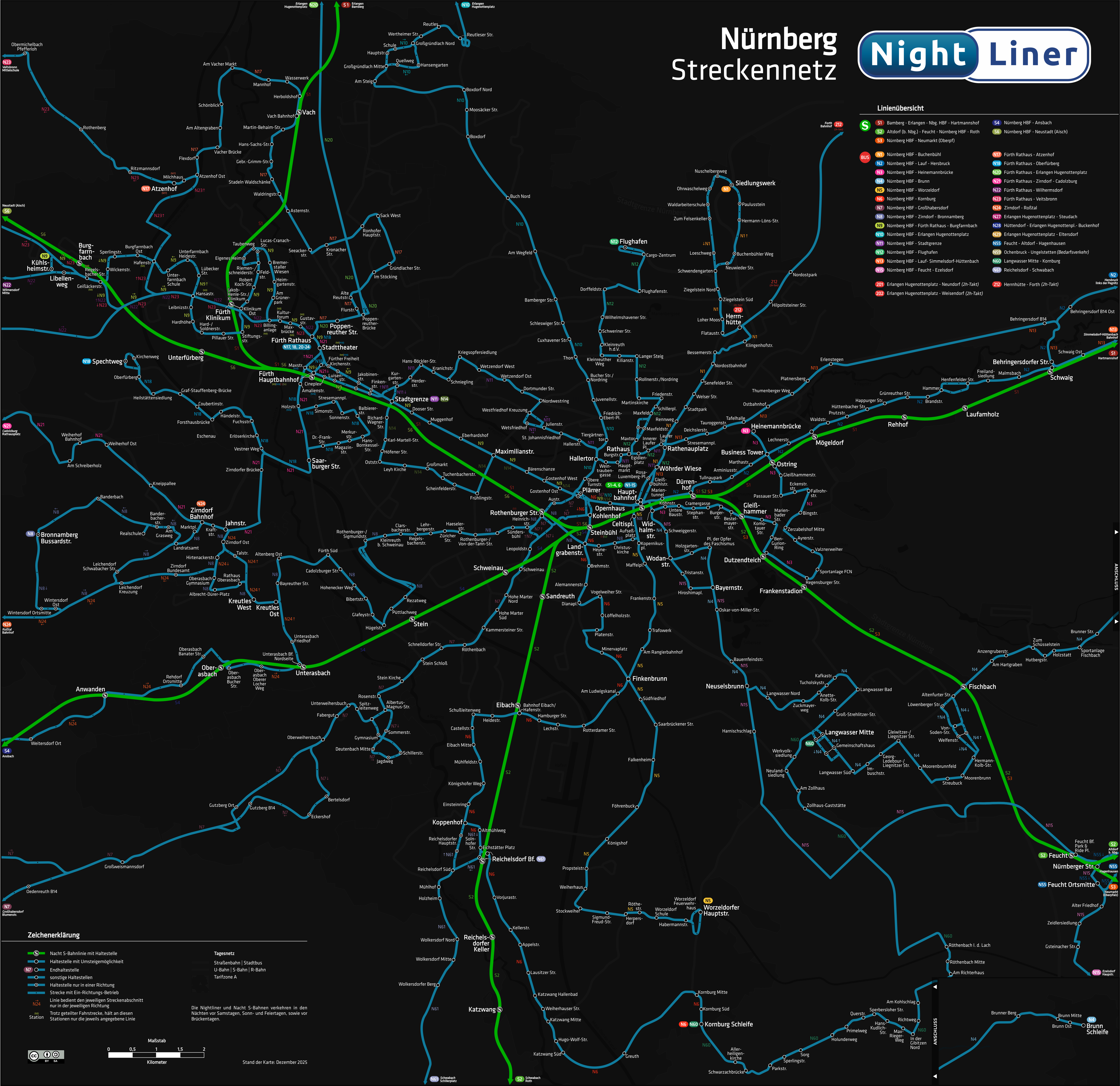
Das Nürnberger NightLiner-Netz (inklusive Nacht-S-Bahn und Linien nach Fürth, Erlangen, Schwabach, Landkreis Fürth und Nürnberger Land)

Der NightLiner ist ein 1998 eingeführtes Nachtbusnetz innerhalb des Verkehrsverbundes Großraum Nürnberg (VGN), das sich mit zwölf Linien ursprünglich nur auf den Nürnberger Stadtraum erstreckte, mittlerweile jedoch mit 29 Linien auch die Nachbarstädte Fürth, Erlangen und Schwabach, sowie den Landkreis Fürth und weite Teile des Landkreises Nürnberger Land umfasst. Im gesamten Erschließungsgebiet des Busnetzes leben über eine Million Menschen. Durch die Einbindung des S-Bahn-Netzes bestehen zudem auch in weite Teile der Metropolregion Nürnberg nächtliche Verbindungen. Das Netz wird von der Verkehrs-Aktiengesellschaft Nürnberg (VAG) in Partnerschaft mit der Erlanger Stadtwerke Stadtverkehr GmbH (ESTW), der infra fürth verkehr gmbh (infra) und dem Omnibusverkehr Franken (OVF) betrieben. Die NightLiner verkehren in den Nächten von Freitag zu Samstag, Samstag zu Sonntag und vor Feiertagen. Im Gegensatz zur S-Bahn ist eine Integration der städtischen schienengebundenen Verkehrsmittel (Straßenbahn und U-Bahn) nicht gegeben.

## Konzept

Nachtbussymbol in Nürnberg

### Umsteigepunkte

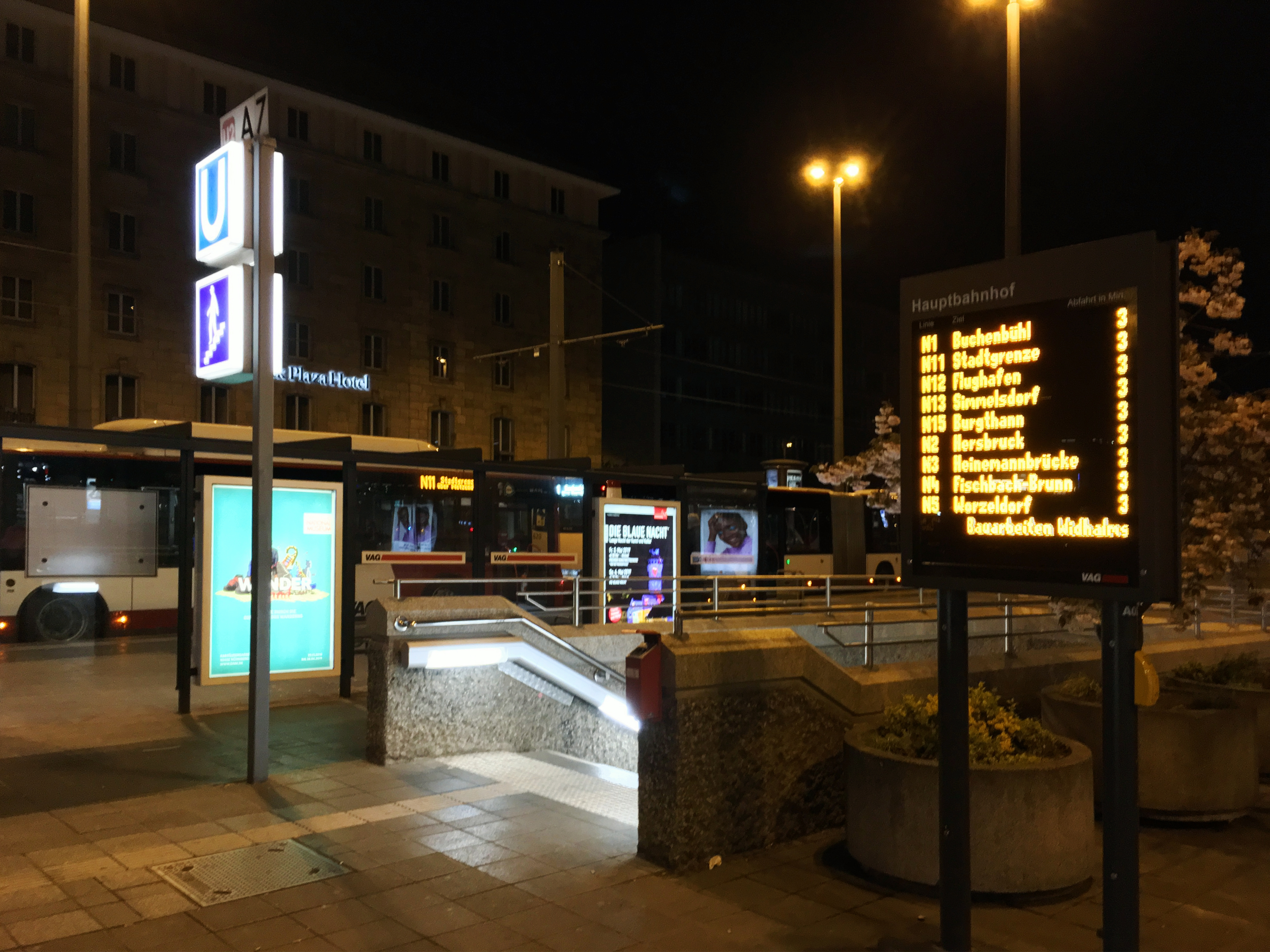
Abfahrtstafel am zentralen Umsteigepunkt Hauptbahnhof

Die Netzstruktur basiert auf mittlerweile 15 immer zur vollen Stunde vom Nürnberger Hauptbahnhof in alle Himmelsrichtungen startenden Linien, die die Nürnberger Alt- und Innenstadtgebiete erschließen und an den Stadtrand Nürnbergs beziehungsweise in Nachbargemeinden oder -städte führen. An verschiedenen Umsteigepunkten im Netz besteht zudem eine Anschlussgewährleistung an 14 weiterführende Linien ins Fürther und Erlanger Stadtgebiet oder ins Umland. So starten die weiterführenden Nightliner am Fürther Rathaus immer zur halben Stunde, am Erlanger Hugenottenplatz immer zur vollen Stunde. In Langwasser Mitte und Kornburg Schleife besteht Anschluss zur Linie N60, in Feucht zur Linie N55, am Bahnhof Reichelsdorf zur Linie N61 sowie in Zirndorf Bahnhof zur Linie N24. In Herrnhütte gibt es des Weiteren eine Umsteigemöglichkeit zum zweistündlich verkehrenden Nachtbus 212, der über Heroldsberg nach Eschenau fährt. Ebenso gibt es ab Erlangen Hugenottenplatz eine zweistündliche Verbindung mit der Linie 201 nach Herzogenaurach und Neundorf. An vielen S-Bahnstationen gibt es ebenso Umsteigemöglichkeiten zu den Nachtbussen, jedoch ist ein Anschluss nicht in jedem Fall gewährleistet.

### Streckenverläufe

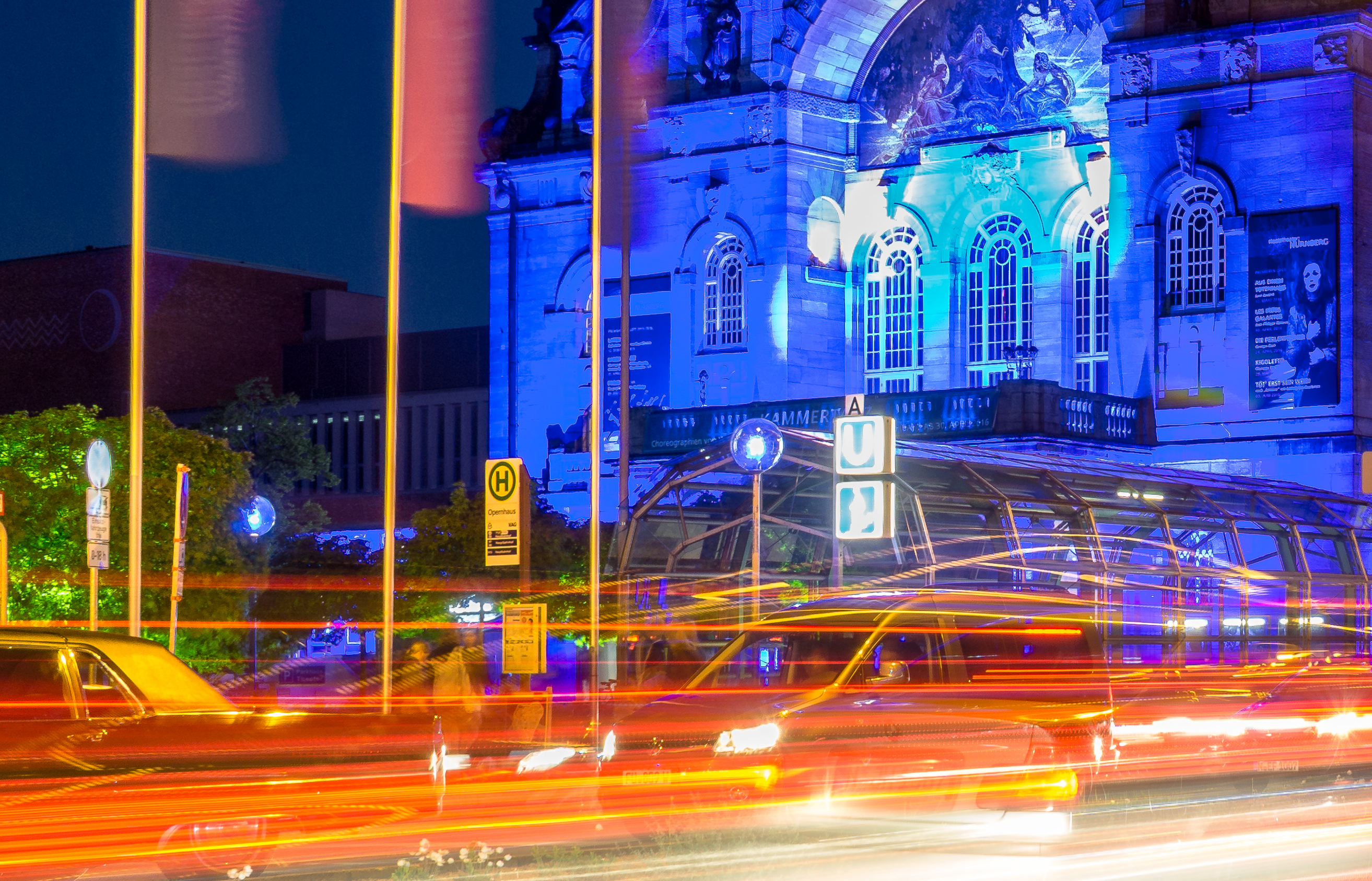
NightLiner-Haltestelle vor dem Opernhaus an der Blauen Nacht 2016

Die Linienführung im Nürnberger und Fürther Stadtgebiet weist oftmals große Parallelen zum U-Bahn- und Straßenbahnnetz auf. So verkehrt die Linie N1 beispielsweise weitestgehend auf der U2-Nordstrecke, der N7 bedient die U2-Südstrecke. Weil viele Linien auch nicht auf direktem Weg Richtung Endstation fahren, sondern teils Disko- und Veranstaltungsareale fußläufig anschließen, war ein Nachtbetrieb der U-Bahn oder Straßenbahn, fernab der vermutlich geringen Auslastung, nie in Betracht gezogen worden. Auch das Konzept der Linienverlängerungen in Stadtrandgebiete und ins Umland ließe sich so nur durch Umsteigesituationen oder zusätzliche Direktfahrten umsetzen. Darüber hinaus wird die Betriebsruhe bei der U-Bahn genutzt, um kleinere Reparaturen oder Test- und Schulungsfahrten durchzuführen.

### Fahrplan und Tarif

#### Regelbetrieb
Die Nightliner verkehren in den Nächten vor Sams-, Sonn- und Feiertagen, sowie zu bestimmten Brückentagen von ein bis vier Uhr, so dass an etwa 120 Tagen im Jahr ein Betrieb stattfindet. Der Tarif ist in den Tagestarif des Verkehrsverbund Großraum Nürnberg (VGN) eingebunden, so dass nicht zusätzliche Fahrkarten gelöst werden müssen.

#### Sonderbetrieb
In der Silvesternacht verkehren die vom Nürnberger Hauptbahnhof startenden Linien im 20-Minuten-Takt, die Erlanger und Fürther Linien im 30-Minuten-Takt und alle anderen Linien regulär im 60-Minuten-Takt. Zudem fahren dann alle drei U-Bahn-Linien rund um die Uhr im 10-Minuten-Takt.
Während der Blauen Nacht verkehren neben einem verstärkten Nightlinerangebot ebenso die U-Bahn-Linien bis 2:30 Uhr. Bei der Straßenbahn Nürnberg gibt es hingegen auch in den genannten Nächten keinen Nachtverkehr.

#### Diskussion um Ausweitung
Eine Ausweitung des Betriebs auch auf normale Wochentage, insbesondere auf den Donnerstag, strebten sowohl 2014 zwei CSU-, als auch 2015 zwei SPD-Stadtratsabgeordnete an. Mit Blick auf die deutlich geringere Nachfrage gegenüber den Wochenenden und den damit verbundenen wirtschaftlichen Aufwendungen, die in erheblichem Umfang bezuschusst werden müssten, wurden die Anfragen jedoch seitens der VAG abgelehnt. Andere deutsche Städte vergleichbarer Einwohnerzahl wie zum Beispiel Dresden oder Leipzig bieten auch unter der Woche Nachtverkehr an, jedoch gibt es auch deutsche Halbmillionenstädte deren Nachtverkehr ebenfalls nur am Wochenende stattfindet.

## Streckennetz

### Linien
Anmerkungen: kursiv dargestellte Stationen liegen außerhalb des Nürnberger Stadtgebiets. N bedeutet Normalbetrieb, S bedeutet Sonderbetrieb (z. B. Silvester oder Blaue Nacht). i.A.d. steht für im Auftrag der/des
| Linie            | Aktueller Linienweg | Halte- stellen | Betreiber                   | Takt | Takt |
| Linie            | Aktueller Linienweg | Halte- stellen | Betreiber                   | N    | S    |
| ---------------- | --- | -------------- | --------------------------- | ---- | ---- |
| Nachtbuslinie 1  | Hauptbahnhof – Rathenauplatz – Nordostbahnhof – Herrnhütte – Ziegelstein – Buchenbühl | 28             | VAG                         | 60   | 20   |
| Nachtbuslinie 2  | Hauptbahnhof – Mögeldorf – Schwaig – Rückersdorf – Lauf – Ottensoos – Reichenschwand – Hersbruck | 39             | VAG                         | 60   | 20   |
| Nachtbuslinie 3  | Hauptbahnhof – Stephanstraße – Gleißhammer Bahnhof – Regensburger Straße – Zerzabelshof Mitte – Ostring – Heinemannbrücke                                                                                                   | 26             | VAG                         | 60   | 20   |
| Nachtbuslinie 4  | Hauptbahnhof – Schweiggerstraße – Bayernstraße – Bauernfeindstraße – Langwasser Mitte – Langwasser Süd – Moorenbrunn – Altenfurt – Fischbach – Brunn                                                                        | 43             | VAG                         | 60   | 20   |
| Nachtbuslinie 5  | Hauptbahnhof – Maffeiplatz – Frankenstraße – Südfriedhof – Weiherhaus – Herpersdorf – Worzeldorf | 22             | VAG/OVF                     | 60   | 20   |
| Nachtbuslinie 6  | Hauptbahnhof – Plärrer – Dianaplatz – Finkenbrunn – Maiach – Eibach – Reichelsdorf – Katzwang – Kornburg | 43             | VAG                         | 60   | 20   |
| Nachtbuslinie 7  | Hauptbahnhof – Plärrer – Schweinau – Röthenbach – Stein – Deutenbach – Unter-/Oberweihersbuch – Bertelsdorf – Eckershof – Gutzberg – Großweismannsdorf – Roßtal – Buttendorf – Ammerndorf – Vincenzenbronn – Großhabersdorf | 38             | VAG                         | 60   | 20   |
| Nachtbuslinie 8  | Hauptbahnhof – Aufseßplatz – Rothenburger Straße – Gebersdorf – Fürth Süd – Altenberg – Kreutles – Oberasbach – Zirndorf – Banderbach – Bronnamberg                                                                         | 46             | VAG                         | 60   | 20   |
| Nachtbuslinie 9  | Hauptbahnhof – Plärrer – Maximilianstraße – Muggenhof – Stadtgrenze – Fürth Rathaus – Hardhöhe – Unterfarrnbach – Burgfarrnbach                                                                                             | 49             | VAG/infra                   | 60   | 20   |
| Nachtbuslinie 10 | Hauptbahnhof – Plärrer – Friedrich-Ebert-Platz – Thon – Am Wegfeld – Buch Nord – Boxdorf – Großgründlach – Tennenlohe – Erlangen Hugenottenplatz                                                                            | 42             | VAG                         | 60   | 20   |
| Nachtbuslinie 11 | Hauptbahnhof – Rathenauplatz – Rathaus – Westfriedhof – Wetzendorf – Kriegsopfersiedlung – Stadtgrenze | 28             | VAG                         | 60   | 20   |
| Nachtbuslinie 12 | Hauptbahnhof – Rathenauplatz – Rathaus – Maxfeld – Kleinreuth h.d.V. – Lohe – Flughafen | 26             | VAG                         | 60   | 20   |
| Nachtbuslinie 13 | Hauptbahnhof – Rathenauplatz – Erlenstegen – Schwaig – Röthenbach an der Pegnitz – Lauf – Schnaittach – Simmelsdorf/Hüttenbach Bahnhof                                                                                      | 44             | VAG                         | 60   | 20   |
| Nachtbuslinie 14 | Hauptbahnhof – Plärrer – Maximilianstraße – Leyh – Stadtgrenze | 17             | VAG                         | 60   | 20   |
| Nachtbuslinie 15 | Hauptbahnhof – Feucht – Schwarzenbruck – Ochenbruck – Burgthann – Ezelsdorf | 37             | VAG/OVF                     | 60   | 20   |
| Nachtbuslinie 17 | Fürth Rathaus – Ronhof – Sack – Stadeln – Mannhof – Vach – Atzenhof | 27             | infra                       | 60   | 30   |
| Nachtbuslinie 18 | Fürth Rathaus – Fürth Hauptbahnhof – Kalb-Siedlung – Dambach – Oberfürberg | 27             | infra                       | 60   | 30   |
| Nachtbuslinie 20 | Fürth Rathaus – Erlangen Hauptbahnhof – Erlangen Hugenottenplatz | 07             | infra                       | 60   | 30   |
| Nachtbuslinie 21 | Fürth Rathaus – Zirndorf – Cadolzburg | 19             | DRB i.A.d. OVF              | 60   | 60   |
| Nachtbuslinie 22 | Fürth Rathaus – Seukendorf – Veitsbronn – Langenzenn – Wilhermsdorf – Fürth Rathaus | 15             | OVF                         | 60   | 60   |
| Nachtbuslinie 23 | Fürth Rathaus – Obermichelbach – Tuchenbach – Puschendorf – Siegelsdorf – Veitsbronn – Fürth Rathaus | 17             | OVF                         | 60   | 60   |
| Nachtbuslinie 24 | Zirndorf – Ammerndorf – Roßtal – Oberasbach – Zirndorf | 28             | DRB i.A.d. OVF              | 60   | 60   |
| Nachtbuslinie 27 | Erlangen Hugenottenplatz – St. Johann – Dechsendorf – Kosbach – Häusling – Steudach | 15             | ESTW                        | 60   | 60   |
| Nachtbuslinie 28 | Buckenhof – Sieglitzhof – Erlangen Hugenottenplatz – St. Johann – Frauenaurach – Kriegenbrunn – Hüttendorf | 83             | ESTW                        | 60   | 30   |
| Nachtbuslinie 29 | Erlangen Hugenottenpatz – Bruck – Eltersdorf | 23             | ESTW                        | 60   | 30   |
| Nachtbuslinie 55 | Feucht – Moosbach – Winkelhaid – Altdorf – Hagenhausen | 15             | VAG/OVF                     | 60   | 60   |
| Nachtbuslinie 59 | Ochenbruck – Rummelsberg – Altenthann – Penzenhofen – Winkelhaid – Ungelstetten | 09             | AST                         | –    | –    |
| Nachtbuslinie 60 | Langwasser Mitte – Röthenbach St. W. – Wendelstein – Groß-/Kleinschwarzenlohe – Kornburg | 22             | DRB i.A.d. OVF              | 60   | 20   |
| Nachtbuslinie 61 | Schwabach Schillerplatz – Nasbach – Wolkersdorf – Koppenhof – Reichelsdorf Bahnhof | 24             | VAG                         | 60   | 30   |
| Buslinie 201     | Erlangen Hugenottenpatz – Herzogenaurauch – Neundorf | 23             | DRB i.A.d. OVF              | 120  | 120  |
| Buslinie 202     | Erlangen Hugenottenplatz – Weisendorf | 23             | Vogel Omnibus               | 120  | 120  |
| Buslinie 212     | Herrnhütte – Heroldsberg – Eschenau – Forth | 16             | Schmetterling Regiobus GmbH | 120  | 120  |

## Geschichte

Netzentwicklung

Panorama des Zentralen Umsteigepunkts am Hauptbahnhof

### Die Anfänge des Netzes

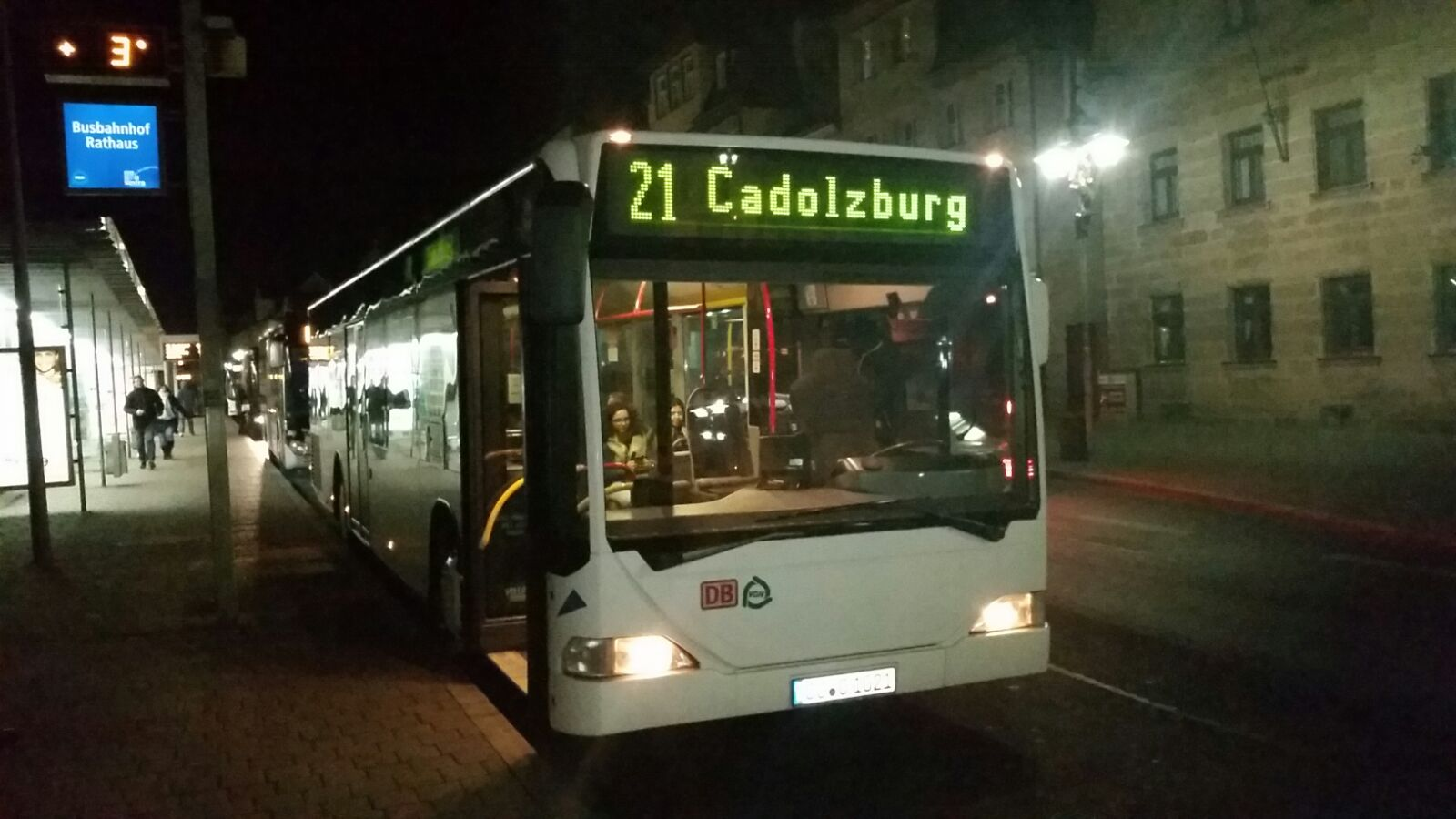
Linie N21 am Knotenpunkt Rathaus Fürth

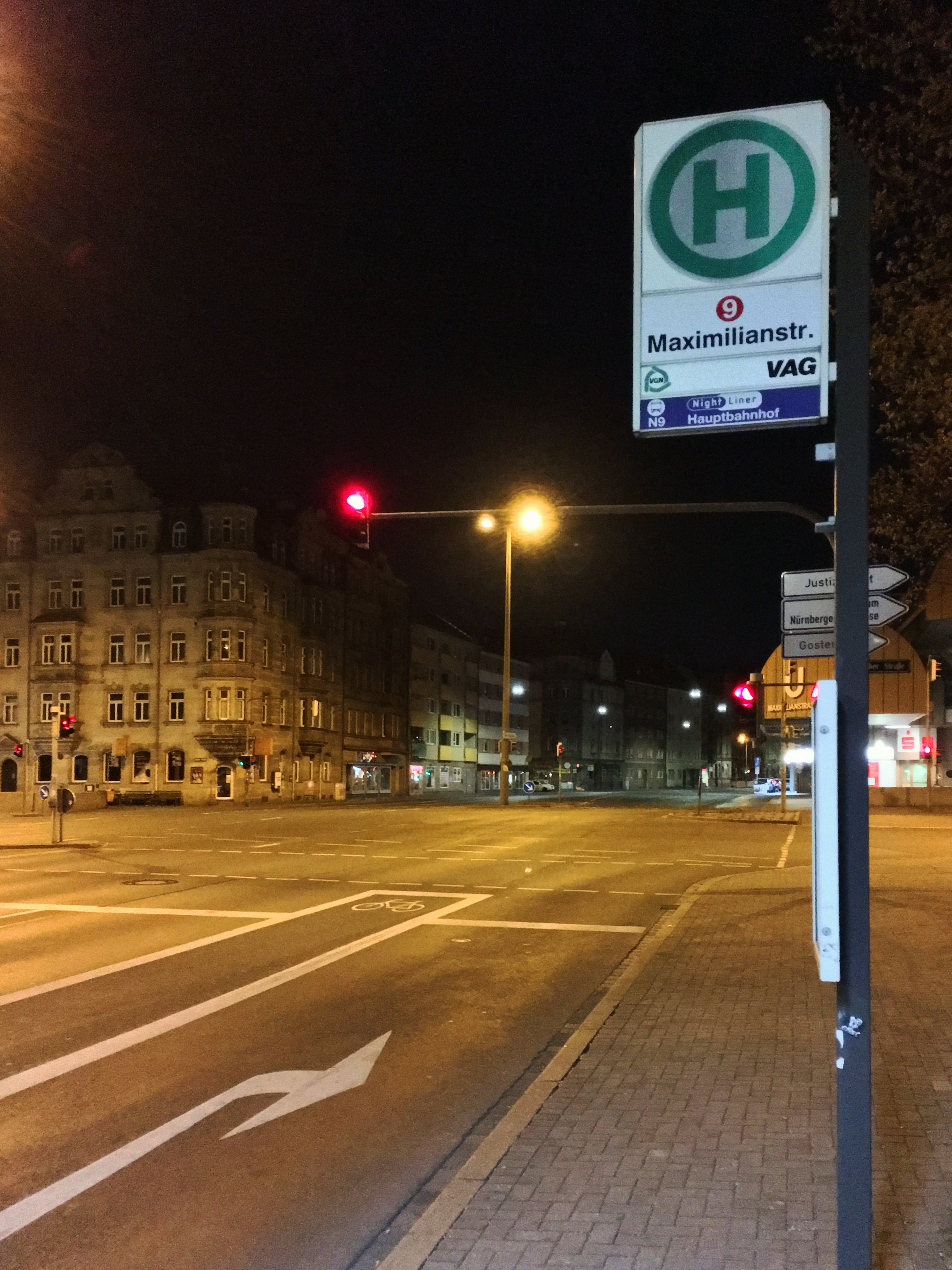
Haltestelle mit ausschließlichem Nachtbusverkehr an der Maximilianstraße

Die Einführung eines Nachtbusbetriebes geht auf eine Initiative der kommunalen Wählergruppe Die Guten von 1997 zurück. Bereits ein Jahr später erfolgte die Umsetzung des Konzepts durch die VAG. Die ersten Nightliner nahmen am Sonntag, den 1. Februar 1998 um 1:00 Uhr ihren Betrieb auf. Zwölf Linien fuhren von nun an in den Nächten vor Sams-, Sonn- und Feiertagen von 1:00 bis 4:00 Uhr stündlich vom Nürnberger Hauptbahnhof aus in alle Himmelsrichtungen des Nürnberger Stadtgebietes, auch je eine Linie schloss Fürth (N9), Erlangen (N10) und Zirndorf (N8) an. Das Startnetz umfasste rund 230 Kilometer und ungefähr 300 Haltestellen.
Bereits am 6. Dezember 1998 wurde eine vom OVF betriebene 13. Linie (N60) eingeführt, die den N4-Haltepunkt Langwasser Mitte mit der N6-Endstation Kornburg verband. Am 3. Mai 1999 nahm die 14. Linie (N61) ihren Betrieb auf und verbindet seitdem die N6-Haltestelle Koppenhof mit Schwabach, zudem wurde die Linie N7 nach Stein verlängert.

### Nachtbuslinien für Stadt und Landkreis Fürth
Mit der Verlängerung der Linie N9 nach Burgfarrnbach und der Inbetriebnahme der Linien N17 und N20 nach Atzenhof bzw. zur N10-Endstation Erlangen Hugenottenplatz stieg auch die infra in den Nachtbusbetrieb ein. Zentraler Fürther Umsteigepunkt ist die Station Fürth Rathaus. Seit dem 1. Oktober 2000 binden die OVF-Linien N21 (mit Umsteigemöglichkeit zum N8 in Zirndorf) und N22 von hier aus auch Cadolzburg und Veitsbronn im Landkreis Fürth an. Am 1. Januar 2002 nahm die zu Silvester bereits bekannte Linie N18 nach Oberfürberg den Betrieb auf und wurde nach zwei Jahren erfolgreichem Probebetrieb fest ins Liniennetz aufgenommen.

### Erlanger Nachtbus nimmt den Betrieb auf
Auch die ESTW schlossen sich am 1. Januar 2001 dem Nightlinernetz an und betreiben seitdem die drei Linien N27, N28 und N29, die am Hugenottenplatz Anschluss an die Linien N10 und N20 nach Nürnberg Hauptbahnhof bzw. Fürth Rathaus besitzen sowie die Erlanger Vororte anbinden. Ebenfalls mit der Einführung der Linie N18 in Fürth wurde die Linie N28 am 1. Januar 2002 nach Buckenhof in den Landkreis Erlangen-Höchstadt verlängert.

### Erweiterungen in den Landkreis Nürnberger Land

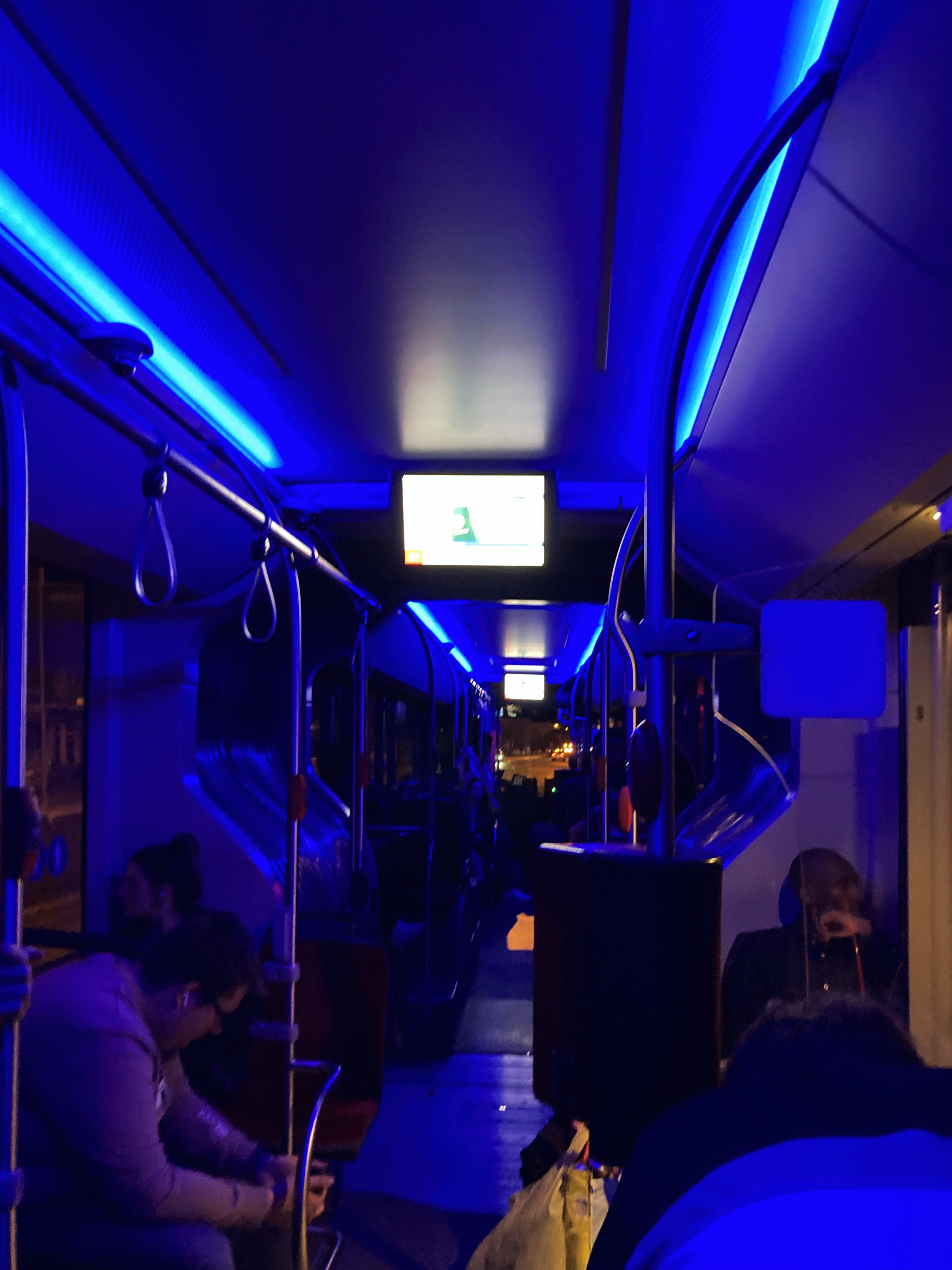
Innenansicht eines NightLiners mit blauer Beleuchtung

Seit dem 1. Januar 2004 bindet die 13. vom Nürnberger Hauptbahnhof ausgehende Linie N15 die Orte Feucht, Schwarzenbruck und Burgthann an die Nürnberger Innenstadt an. In Feucht besteht ein Anschluss an die ebenfalls neu eingeführte Linie N55, die von hier über Winkelhaid und Altdorf nach Hagenhausen verkehrt. Zeitgleich wurde auch eine AST-Linie N59 von der N15-Haltestelle Ochenbruck über Altenthann und Winkelhaid nach Ungelstetten eingeführt und die Linie N2 über Lauf bis nach Speikern verlängert.
Im Zusammenhang einer Neukonzeption des Verkehrs nach Lauf nördlich und südlich der Pegnitz wurde im Dezember 2008 eine neue Linie N13, die die 14. vom Nürnberger Hauptbahnhof startende Linie darstellt, eingeführt. Die neue Linie fährt auf der ehemaligen N2-Strecke vom Hauptbahnhof über Rathenauplatz zum Thumenberger Weg und führt von hier weiter auf der nördlichen Pegnitzseite über Erlenstegen und Behringersdorf nach einer Pegnitzquerung nach Schwaig, wo Anschluss zur Linie N2 besteht. Weiter bindet sie auf der südlichen Pegnitzseite Röthenbach an der Pegnitz an und bietet in Lauf erneut Umsteigemöglichkeit zur Linie N2. Von Lauf führt die Linie N13 wieder auf der nördlichen Flussseite über Neunkirchen am Sand und Schnaittach nach Simmelsdorf-Hüttenbach. Die Linie N2 erhielt im Zuge dieser Umstrukturierung eine neue Route und verkehrt seitdem vom Hauptbahnhof parallel zur Straßenbahnstrecke Richtung Tiergarten nach Mögeldorf. Von hier aus führt sie über Laufamholz nach Schwaig, quert die Pegnitz und fährt über Behringersdorf und Rückersdorf nördlich der Pegnitz weiter nach Lauf. Mehrmals die Flussseite wechselnd bindet sie außerdem Ottensoos, Reichenschwand und Hersbruck an. Des Weiteren wurde die Linie N3 von der Erhardstraße zur Heinemannbrücke verlängert.

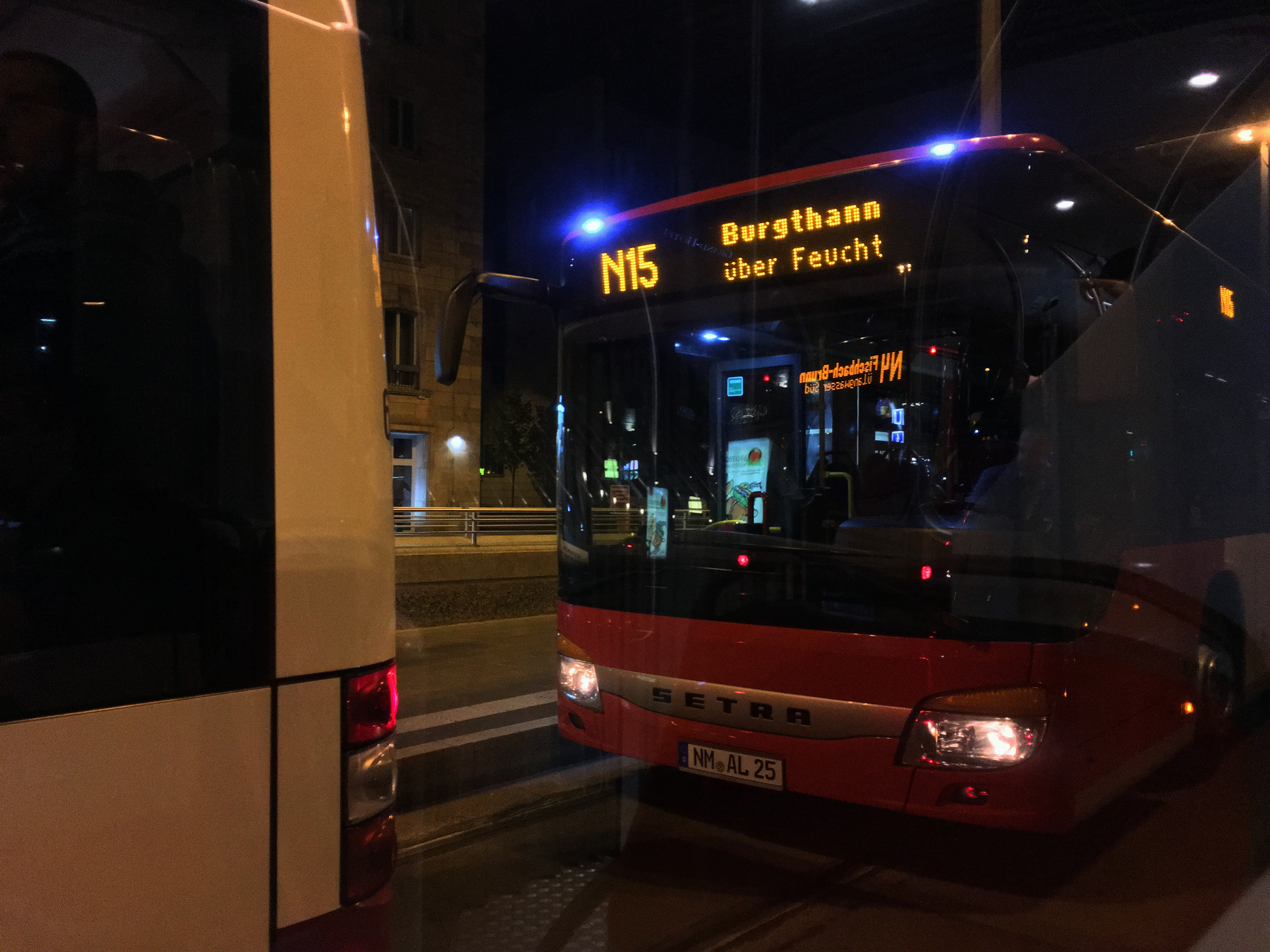
Linie N15 am Hauptbahnhof Nürnberg

### Vollständige Einbindung des Landkreises Fürth
Am 11. Dezember 2016 fand erneut eine große Neustrukturierung des Netzes im Landkreis Fürth statt. Neben der Einführung der Linie N23, die ringförmig vom Fürther Rathaus über Obermichelbach, Tuchenbach und Puschendorf nach Veitsbronn und wieder zurück ins Fürther Zentrum verkehrt, wurde eine weitere Ringlinie N24 in Zirndorf und Oberasbach eingeführt. Sie verbindet, ausgehend vom Zirndorfer Bahnhof, Ammerndorf und Buttendorf mit Roßtal und führt über Unter- und Oberasbach zurück nach Zirndorf. Gleichzeitig wurde die Linie N8 vom Bahnhof Zirndorf über Wintersdorf und Bronnamberg verlängert. Auch die Linie N7 fährt seitdem von Stein über Großweismannsdorf, Roßtal, Buttendorf und Ammerndorf nach Großhabersdorf und über Raitersaich und Buchschwabach wieder nach Großweismannsdorf. Durch die damit verbundene Übernahme vieler Haltestellen der Linien N21 verkehrt diese seitdem von Cadolzburg aus über Egersdorf und Wachendorf wieder zurück nach Zirndorf bzw. Fürth. Mit der Umstrukturierung des Netzes werden seitdem alle Gemeinden im Landkreis Fürth von einer Nightlinerlinie bedient.

### Weiterer Ausbau und Corona-Pausen

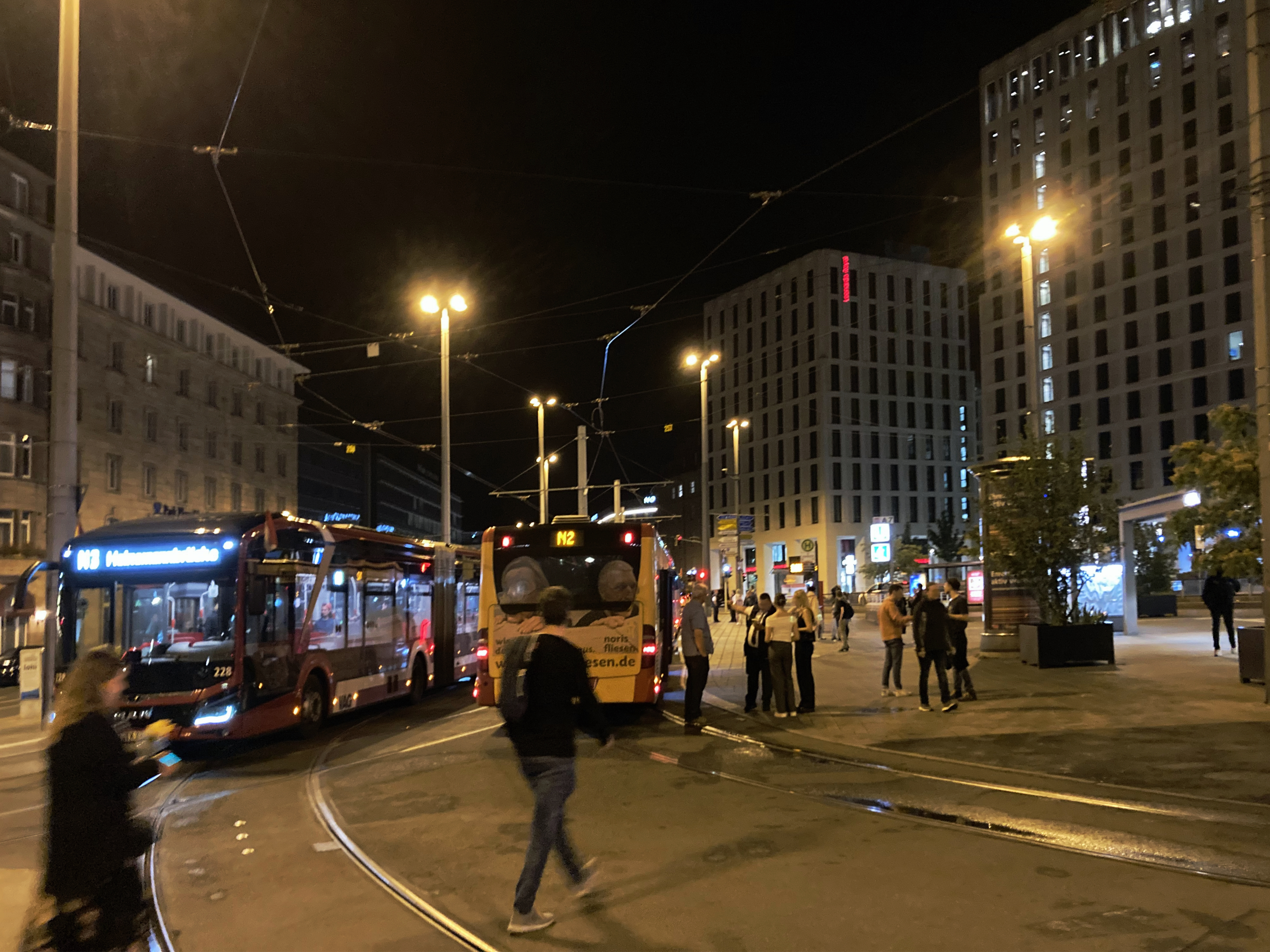
NightLiner am Hauptbahnhof im September 2023

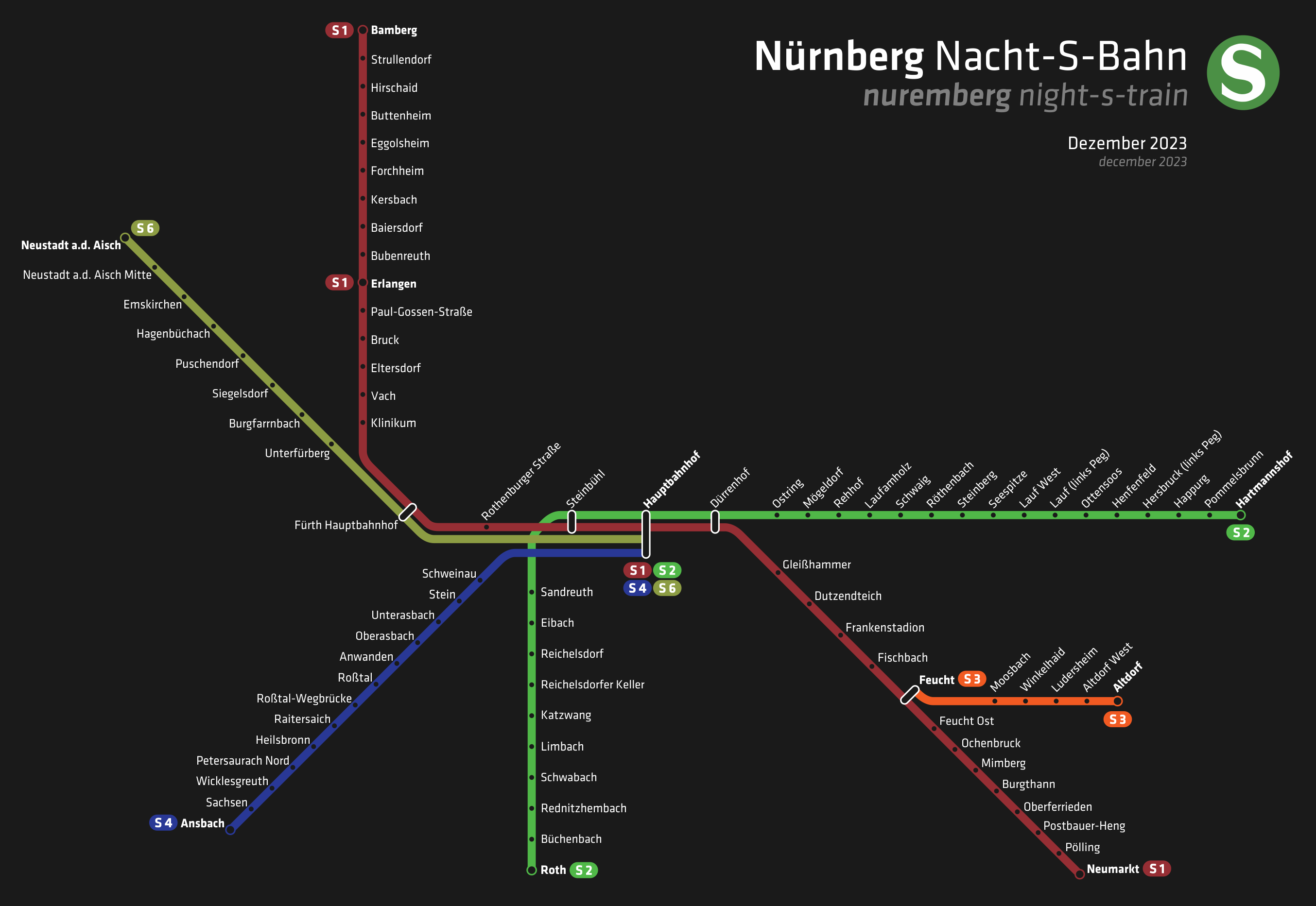
S-Bahn-Netzplan in der Nacht

Mit dem Fahrplanwechsel am 8. Dezember 2018 wurde zudem die neue Nachtbuslinie 201 eingeführt. Sie verkehrt zweistündlich zwischen Erlangen und Herzogenaurach sowie Neundorf und ist dementsprechend in der Namensgebung auch nicht dem NightLiner-Schema zugeordnet, sondern trägt die gleiche Bezeichnung wie der tagsüber verkehrende Bus. Selbiges Prinzip gibt es bereits bei der ebenfalls zweistündlich fahrenden Buslinie 212, die zwischen Nürnberg Herrnhütte und Heroldsberg sowie Eschenau verkehrt.
Seit dem Fahrplanwechsel am 12. Dezember 2021 führt außerdem die neue NightLiner-Linie N14 vom Hauptbahnhof über Maximilianstraße und Leyh zur Stadtgrenze. Die Linie übernimmt hierbei zwischen Maximilianstraße und Stadtgrenze den früheren Verlauf der Linie N9 und bedient darüber hinaus auch noch weitere Teile Höfens. Die Linie N9 verkehrt stattdessen zwischen Maximilianstraße und Stadtgrenze auf dem direkten Weg durchgehend auf der Fürther Straße und bedient nun auch den U-Bahnhof Eberhardshof.
Mit der zunehmenden Verbreitung des SARS-CoV-2-Virus in Deutschland und den mit der COVID-19-Pandemie eingehenden Ausgangsbeschränkungen wurde ab Mitte März 2020 der NightLiner-Betrieb vorübergehend eingestellt. Erst mit der Aufhebung der Sperrstunde von Bars und der Öffnung von Clubs und Diskotheken im Oktober 2021 nahm der Nachtbusverkehr am 1. Oktober 2021 wieder seinen Betrieb auf. Im Zusammenhang mit der erneuten Schließung von Clubs und Diskotheken im November 2021 erfolgte ab dem 26. November 2021 wiederholt eine Einstellung des Verkehrs. Mit der erneuten Wiederöffnung von Clubs und Diskotheken sowie dem Fall der Sperrstunde nahmen die Nachtbusse ihren Regelbetrieb wieder ab dem 11. März 2022 auf.

### Einbindung des S-Bahn-Netzes
Seit dem Fahrplanwechsel am 11. Dezember 2022 verkehren, zusätzlich zu den Nachtbussen, auch die S-Bahnen am Wochenende in der Nacht. Hierbei gibt es ab Nürnberg Hauptbahnhof auf allen Linien, mit Ausnahme der S5 auf Grund erwarteter geringer Nachfrage, zusätzliche Abfahrten um 1 Uhr, 2 Uhr und 3 Uhr.
Das Nachtnetz umfasst aktuell folgende Linien: 
| Linie | Aktueller Linienweg                                                                                        | Stationen | Fahrzeit in min | Länge in km | Takt in min |
| ----- | --- | --------- | --------------- | ----------- | ----------- |
| S1    | Bamberg – Forchheim – Erlangen – Fürth – Nürnberg Hauptbahnhof – Feucht – Neumarkt                         | 34        | 99              | 98,5        | 60          |
| S2    | Roth – Schwabach – Nürnberg Hauptbahnhof – Lauf (links Pegnitz) – Hersbruck (links Pegnitz) – Hartmannshof | 30        | 71              | 52,7        | 60          |
| S3    | Feucht – Altdorf                                                                                           | 6         | 15              | 11,6        | 60          |
| S4    | Nürnberg Hauptbahnhof – Roßtal – Heilsbronn – Wicklesgreuth – Ansbach                                      | 14        | 41              | 43,2        | 60          |
| S6    | Nürnberg Hauptbahnhof – Fürth – Neustadt an der Aisch                                                      | 10        | 40              | 41,3        | 60          |